# Домашний чемпионат Великобритании 1955/1956
Домашний чемпионат Великобритании 1955/56 (англ. 1955–56 British Home Championship) — шестьдесят первый розыгрыш Домашнего чемпионата, футбольного турнира с участием сборных четырёх стран Великобритании (Англии, Шотландии, Уэльса и Северной Ирландии). Все четыре сборные набрали равное количество очков и «разделили» победу между собой. Это был первый и единственный случай за всю историю турнира, когда «победителями» стали все четыре сборные.
Турнир начался 8 октября 1955 года матчем в Белфасте между сборными Северной Ирландии и Шотландии, в котором победу одержали ирландцы со счётом 2:1. 22 октября Уэльс в Кардиффе обыграл Англию со счётом 2:1. 2 ноября англичане в Лондоне разгромили ирландцев со счётом 3:0, а неделю спустя шотландцы в Глазго обыграли валлийцев со счётом 2:0. 11 апреля Уэльс и Ирландия сыграли вничью в Кардиффе (1:1), а 14 апреля Шотландия в Глазго сыграла вничью с Англией (1:1). Впервые за 72 года с момента основания турнира все четыре команды были равны по показателям набранных очков (3), побед (1), ничьих (1) и поражений (1). Дополнительные критерии типа разницы голов тогда ещё не использовались.

## Турнирная таблица
| Поз | Команда               | И | В | Н | П | МЗ | МП | РМ | О |
| --- | --------------------- | - | - | - | - | -- | -- | -- | - |
| 1   | Англия (Ч)            | 3 | 1 | 1 | 1 | 5  | 3  | +2 | 3 |
| 1   | Шотландия (Ч)         | 3 | 1 | 1 | 1 | 4  | 3  | +1 | 3 |
| 1   | Уэльс (Ч)             | 3 | 1 | 1 | 1 | 3  | 4  | −1 | 3 |
| 1   | Северная Ирландия (Ч) | 3 | 1 | 1 | 1 | 3  | 5  | −2 | 3 |

## Результаты матчей
| Северная Ирландия                 | 2:1     | Шотландия  |
| --------------------------------- | ------- | ---------- |
| - Дж. Бланчфлауэр 7′ - Бингем 16′ | (отчёт) | Райлли 62′ |

| Уэльс                      | 2:1     | Англия            |
| -------------------------- | ------- | ----------------- |
| - Тапскотт 38′ - Джонс 43′ | (отчёт) | Чарльз 51′ (авт.) |

| Англия                      | 3:0     | Северная Ирландия |
| --------------------------- | ------- | ----------------- |
| - Уилшо 51′ 53′ - Финни 88′ | (отчёт) |                   |

| Шотландия        | 2:0                  | Уэльс |
| ---------------- | -------------------- | ----- |
| Джонстон 14′ 24′ | (отчёт) (видеоотчёт) |       |

| Уэльс     | 1:1     | Северная Ирландия |
| --------- | ------- | ----------------- |
| Кларк 10′ | (отчёт) | Джонс 46′         |

| Шотландия  | 1:1     | Англия    |
| ---------- | ------- | --------- |
| Леггат 60′ | (отчёт) | Хейнс 89′ |

## Победитель
| Победитель Домашнего чемпионата 1955/56 |
| Англия Тридцать четвёртый титул         |

| Победитель Домашнего чемпионата 1955/56 |
| Шотландия Тридцать первый титул         |

| Победитель Домашнего чемпионата 1955/56 |
| Уэльс Десятый титул                     |

| Победитель Домашнего чемпионата 1955/56 |
| Северная Ирландия Третий титул          |

## Бомбардиры
- 2 гола
  -  Деннис Уилшо
  -  Бобби Джонстон